# Château de Grandmetz
Le château de Grandmetz est un château qui se situe à Grandmetz, section de la ville de Leuze-en-Hainaut, dans la province de Hainaut (Belgique). Le bâtiment actuel date du XVIIIe siècle.

## Donjon médiéval
Il n'y a aucune trace évidente du donjon médiéval. D'après Jean-Baptiste Croquet, « l'ancien donjon disparut pour faire place à des bâtiments plus vastes et répondant à des exigences plus modernes. Les étangs furent conservés, mais les fossés avec leur pont-levis disparurent avec l'antique demeure. ».

## Château actuel
Le château est établi sur un plan régulier carré long. Il est flanqué de deux tours carrées, ainsi que de deux avant-corps aux extrémités de l'édifice. 